# Walentina Jurjewna Iwachnenko
Walentina Jurjewna Iwachnenko (ukrainisch Валентина Юріївна Івахненко, Walentyna Jurijiwna Iwachnenko; russisch Валентина Юрьевна Ивахненко, englisch Valentina Ivakhnenko; * 27. Juni 1993 in Jalta, Krim, Ukraine) ist eine ehemalige russische Tennisspielerin, die bis 2014 für die Ukraine antrat.

## Karriere
Iwachnenko nahm die russische Staatsbürgerschaft nach der völkerrechtswidrigen Annexion der Krim 2014 durch Russland an. Seit Sommer 2014 spielte sie für den russischen Tennisverband.
Sie hat auf Turnieren der ITF Women’s World Tennis Tour sieben Einzel- und 35 Doppeltitel gewonnen. Am 28. November 2016 erreichte sie mit Platz 104 im Doppel ihre beste Weltranglistenposition.

## Erfolge

### Einzel

#### Turniersiege
| Nr. | Datum            | Turnier                  | Kategorie   | Belag | Finalgegnerin         | Ergebnis         |
| --- | ---------------- | ------------------------ | ----------- | ----- | --------------------- | ---------------- |
| 1.  | 28. März 2010    | Antalya                  | ITF $10.000 | Sand  | Mihaela Buzărnescu    | 6:3, 6:0         |
| 2.  | 4. April 2010    | Antalya                  | ITF $10.000 | Sand  | Daniëlle Harmsen      | 6:3, 7:65        |
| 3.  | 2. Oktober 2010  | Butscha                  | ITF $25.000 | Sand  | Oksana Ljubzowa       | 6:2, 2:0 Aufgabe |
| 4.  | 6. August 2011   | Moskau                   | ITF $25.000 | Sand  | Walerija Solowjowa    | 6:1, 6:3         |
| 5.  | 23. April 2017   | Pula                     | ITF $25.000 | Sand  | Georgina García Pérez | 7:5, 6:3         |
| 6.  | 15. April 2018   | Tunis                    | ITF $25.000 | Sand  | Chloé Paquet          | 6:2, 6:2         |
| 7.  | 3. November 2018 | Santa Margherita di Pula | ITF $25.000 | Sand  | Pia Čuk               | 6:2, 6:1         |

#### Finalteilnahmen
| Nr. | Datum             | Turnier | Kategorie   | Belag     | Finalgegnerin       | Ergebnis       |
| --- | ----------------- | ------- | ----------- | --------- | ------------------- | -------------- |
| 1   | 3. Juli 2011      | Denain  | ITF $25.000 | Sand      | Teliana Pereira     | 4:6, 3:6       |
| 2   | 18. August 2013   | Kasan   | ITF $50.000 | Hartplatz | Ljudmyla Kitschenok | 2:6, 6:2, 2:6  |
| 3   | 27. Juni 2015     | Moskau  | ITF $50.000 | Sand      | Irina Chromatschowa | 2:6, 2:6       |
| 4   | 13. Dezember 2015 | Kairo   | ITF $25.000 | Sand      | Mihaela Buzărnescu  | 0:6, 3:6       |
| 5   | 12. Februar 2017  | Antalya | ITF $15.000 | Sand      | Dia Ewtimowa        | kampflos       |
| 6   | 15. Juli 2017     | Moskau  | ITF $25.000 | Sand      | Olha Jantschuk      | 6:4, 0:6, 6:75 |
| 7   | 15. Oktober 2017  | Pula    | ITF $25.000 | Sand      | Polona Hercog       | 1:6, 0:6       |

### Doppel

#### Turniersiege
| Nr. | Datum              | Turnier                  | Kategorie      | Belag             | Partnerin              | Finalgegnerinnen                           | Ergebnis          |
| --- | ------------------ | ------------------------ | -------------- | ----------------- | ---------------------- | ------------------------------------------ | ----------------- |
| 1.  | 1. Juni 2008       | Charkiw                  | ITF $10.000    | Sand              | Anastassija Kirillowa  | Julija Lindina Oksana Pawlowa              | 6:3, 6:2          |
| 2.  | 18. Juni 2011      | Charkiw                  | ITF $25.000    | Sand              | Kateryna Koslowa       | Melanie Klaffner Lina Stančiūtė            | 6:4, 6:3          |
| 3.  | 17. Juli 2011      | Contrexéville            | ITF $50.000    | Sand              | Kateryna Koslowa       | Erika Sema Roxane Vaisemberg               | 2:6, 7:5, [12:10] |
| 4.  | 6. August 2011     | Moskau                   | ITF $25.000    | Sand              | Kateryna Koslowa       | Vaszilisza Bulgakova Anna Rapoport         | 6:3, 6:0          |
| 5.  | 17. September 2011 | Mestre                   | ITF $25.000    | Sand              | Marina Melnikowa       | Tímea Babos Magda Linette                  | 6:4, 7:5          |
| 6.  | 20. Mai 2012       | Moskau                   | ITF $25.000    | Sand              | Kateryna Koslowa       | Darja Lebeschawa Julia Waletowa            | 6:1, 6:3          |
| 7.  | 26. Mai 2012       | Astana                   | ITF $25.000    | Hartplatz (Halle) | Kateryna Koslowa       | Diana Isajewa Xenia Kirillowa              | 6:2, 6:0          |
| 8.  | 9. Juni 2012       | Qarshi                   | ITF $25.000    | Hartplatz         | Kateryna Koslowa       | Weronika Kapschaj Teodora Mirčić           | 7:5, 6:3          |
| 9.  | 18. August 2012    | Kasan                    | ITF $50.000    | Hartplatz         | Kateryna Koslowa       | Ljudmyla Kitschenok Nadija Kitschenok      | 6:4, 6:76, [10:4] |
| 10. | 20. September 2012 | Schymkent                | ITF $25.000    | Hartplatz         | Kateryna Koslowa       | Nigina Abduraimova Xenija Palkina          | 6:2, 6:4          |
| 11. | 30. August 2013    | Kasan                    | ITF $50.000    | Hartplatz         | Kateryna Koslowa       | Başak Eraydın Weronika Kapschaj            | 6:4, 6:1          |
| 12. | 20. September 2013 | Batumi                   | ITF $25.000    | Hartplatz         | Kateryna Koslowa       | Alena Fomina Christina Shakovets           | 6:0, 6:4          |
| 13. | 25. Januar 2014    | Scharm asch-Schaich      | ITF $10.000    | Hartplatz         | Weronika Kapschaj      | Melis Sezer İpek Soylu                     | 3:6, 6:4, [10:5]  |
| 14. | 1. Februar 2014    | Scharm asch-Schaich      | ITF $10.000    | Hartplatz         | Weronika Kapschaj      | Polina Leikina Despina Papamichail         | 7:65, 6:2         |
| 15. | 22. Februar 2014   | Moskau                   | ITF $25.000    | Hartplatz (Halle) | Kateryna Koslowa       | Weronika Kudermetowa Swjatlana Piraschenka | 7:66, 6:4         |
| 16. | 10. April 2015     | Qarshi                   | ITF $25.000    | Hartplatz         | Polina Monowa          | Kamila Kerimbajewa Xenija Lykina           | 6:1, 6:3          |
| 17. | 13. Juni 2015      | Minsk                    | ITF $25.000    | Sand              | Polina Monowa          | Olha Jantschuk Darja Kassatkina            | 4:6, 6:0, [12:10] |
| 18. | 19. Juni 2015      | Minsk                    | ITF $25.000    | Sand              | Irina Chromatschowa    | Pemra Özgen Anastassija Wassyljewa         | 6:3, 6:0          |
| 19. | 12. Dezember 2015  | Kairo                    | ITF $25.000    | Sand              | Dalila Jakupović       | Martina Caregaro Réka Luca Jani            | kampflos          |
| 20. | 25. Dezember 2015  | Pune                     | ITF $25.000    | Hartplatz         | Anastassija Wassyljewa | Hsu Chieh-yu Prarthana Thombare            | 4:6, 6:2, [12:10] |
| 21. | 26. August 2016    | Charkiw                  | ITF $25.000    | Sand              | Anastassija Komardina  | Başak Eraydın Ilona Kremen                 | 6:1, 6:3          |
| 22. | 2. September 2016  | Almaty                   | ITF $25.000    | Sand              | Anastassija Komardina  | Polina Monowa Walerija Sawinych            | 7:5, 6:4          |
| 23. | 16. September 2016 | Butscha                  | ITF $25.000    | Sand              | Anastassija Komardina  | Mihaela Buzărnescu Alexandra Perper        | 6:3, 6:1          |
| 24. | 11. Februar 2017   | Antalya                  | ITF $15.000    | Sand              | Başak Eraydın          | Karin Kennel Nastja Kolar                  | 7:66, 6:2         |
| 25. | 23. Juni 2017      | Ystad                    | ITF $25.000    | Sand              | Renata Zarazúa         | Quirine Lemoine Eva Wacanno                | 6:3, 3:6, [10:5]  |
| 26. | 14. Juli 2017      | Moskau                   | ITF $25.000    | Sand              | Oqgul Omonmurodova     | Ilona Kremen Iryna Schymanowitsch          | 6:4, 6:2          |
| 27. | 21. Juli 2017      | Bursa                    | ITF $60.000    | Sand              | Anastassija Wassyljewa | Dea Herdželaš Alexandra Pospelowa          | 6:3, 5:7, [10:1]  |
| 28. | 19. August 2017    | Leipzig                  | ITF $25.000    | Sand              | Lidsija Marosawa       | Tereza Mrdeža Ankita Raina                 | 6:2, 6:1          |
| 29. | 31. März 2018      | Santa Margherita di Pula | ITF $25.000    | Sand              | Walerija Solowjowa     | Anastasia Grymalska Anastasia Zarycká      | 6:3, 3:6, [10:5]  |
| 30. | 15. September 2018 | Biarritz                 | ITF $80.000    | Sand              | Irina Bara             | Ysaline Bonaventure Hélène Scholsen        | 6:4, 6:1          |
| 31. | 27. Oktober 2018   | Santa Margherita di Pula | ITF $25.000    | Sand              | Anastasia Zarycká      | Cristina Dinu Camilla Rosatello            | 6:2, 6:4          |
| 32. | 15. Dezember 2018  | Dubai                    | ITF $100.000+H | Hartplatz         | Alexa Fomina           | Réka Luca Jani Cornelia Lister             | 7:5, 6:2          |
| 33. | 31. März 2019      | Santa Margherita di Pula | ITF $25.000    | Sand              | Alexa Fomina           | Cristina Dinu Réka Luca Jani               | 7:5, 3:6, [10:8]  |
| 34. | 15. Mai 2021       | La Bisbal d’Empordà      | ITF W60+H      | Sand              | Andreea Prisăcariu     | Mona Barthel Mandy Minella                 | 6:3, 6:1          |
| 35. | 29. Mai 2021       | Liepāja                  | ITF W25        | Sand              | Oqgul Omonmurodova     | Valentini Grammatikopoulou Schalimar Talbi | 6:3, 3:6, [13:11] |

#### Finalteilnahmen
| Nr. | Datum             | Turnier             | Kategorie   | Belag           | Partnerin                | Finalgegnerinnen                        | Ergebnis          |
| --- | ----------------- | ------------------- | ----------- | --------------- | ------------------------ | --------------------------------------- | ----------------- |
| 1   | 4. Juli 2010      | Pozoblanco          | ITF $50.000 | Hartplatz       | Kateryna Koslowa         | Akiko Yonemura Tomoko Yonemura          | 4:6, 6:3, [4:10]  |
| 2   | 24. Juli 2010     | Charkiw             | ITF $25.000 | Sand            | Aljona Sotnykowa         | Kateryna Koslowa Elina Switolina        | 3:6, 5:7          |
| 3   | 22. August 2010   | Sankt Petersburg    | ITF $10.000 | Sand            | Maria Malachasjan        | Jewgenija Paschkowa Maria Scharkowa     | 4:6, 7:5, [9:11]  |
| 4   | 2. Oktober 2010   | Butscha             | ITF $25.000 | Sand            | Anastasija Litowtschenko | Julia Kalabina Tatjana Kotelnikowa      | 4:6, 5:7          |
| 5   | 5. Februar 2012   | Grenoble            | ITF $25.000 | Hartplatz       | Maryna Zanevska          | Karolína Plíšková Kristýna Plíšková     | 1:6, 3:6          |
| 6   | 25. März 2012     | Moskau              | ITF $25.000 | Teppich (Halle) | Kateryna Koslowa         | Margarita Gasparjan Anna Marenko        | 6:3, 6:74, [6:10] |
| 7   | 16. Juni 2012     | Buchara             | ITF $25.000 | Hartplatz       | Kateryna Koslowa         | Ljudmyla Kitschenok Nadija Kitschenok   | 5:7, 5:7          |
| 8   | 30. Juni 2012     | Rom                 | ITF $25.000 | Sand            | Julia Cohen              | Marie-Ève Pelletier Laura Thorpe        | 0:6, 6:3, [8:10]  |
| 9   | 22. Juli 2012     | Donezk              | ITF $50.000 | Hartplatz       | Kateryna Koslowa         | Ljudmyla Kitschenok Nadija Kitschenok   | 2:6, 5:7          |
| 10  | 20. April 2013    | Namangan            | ITF $25.000 | Hartplatz       | Xenija Palkina           | Albina Xabibulina Anastasija Wassyljewa | 3:6, 3:6          |
| 11  | 6. September 2014 | Moskau              | ITF $25.000 | Sand            | Julia Kalabina           | Anna Danilina Xenia Knoll               | 6:0, 6:4          |
| 12  | 16. November 2014 | Scharm asch-Schaich | ITF $25.000 | Hartplatz       | Polina Monowa            | Marie Benoît Demi Schuurs               | 4:6, 5:7          |
| 13  | 25. April 2015    | Istanbul            | ITF $50.000 | Hartplatz       | Polina Monowa            | Ljudmyla Kitschenok Nadija Kitschenok   | 4:6, 3:6          |
| 14  | 16. April 2016    | Istanbul            | ITF $50.000 | Hartplatz       | Lidsija Marosawa         | Ljudmyla Kitschenok Barbora Stefková    | 4:6, 6:1, [6:10]  |
| 15  | 2. Juli 2016      | Toruń               | ITF $25.000 | Sand            | Oqgul Omonmurodova       | Irina Maria Bara Walerija Sawinych      | 3:6, 6:4, [7:10]  |

## Jahresendplatzierungen
| Jahr   | 2009 | 2010 | 2011 | 2012 | 2013 | 2014 | 2015 | 2016 | 2017 | 2018 | 2019 | 2020 | 2021 | 2022 |
| ------ | ---- | ---- | ---- | ---- | ---- | ---- | ---- | ---- | ---- | ---- | ---- | ---- | ---- | ---- |
| Einzel | 831  | 359  | 300  | 240  | 231  | 459  | 285  | 327  | 200  | 218  | 254  | 251  | 422  | 968  |
| Doppel | 863  | 318  | 212  | 130  | 218  | 299  | 196  | 108  | 200  | 282  | 263  | 401  | 230  | 920  |